# Migdia

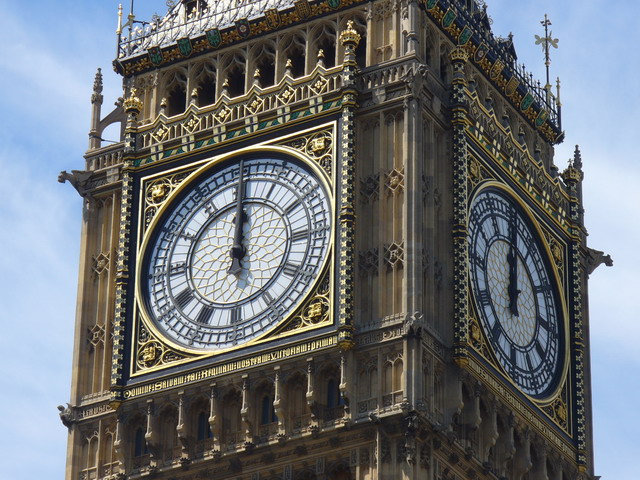
Les agulles del Big Ben marcant les 12 hores.

El migdia es l'hora en què el sol és en el punt més alt, corresponent a les 12:00 hores, és a dir, quan es troba en el meridià. És el moment en què el Sol està al seu zenit i divideix el dia en dues parts iguals.
Quan el Sol és perpendicular a l'equador, en l'equinocci de tardor i primavera, forma un angle recte a la tangent de l'equador i a qualsevol meridià terrestre.

## Significats del mot
El terme migdia –i el seu sinònim, migjorn– fan referència a les dotze del dia i, més àmpliament, a la part del dia compresa entre el matí i la tarda.
Secundàriament també fa referència al sud, el punt de l'horitzó oposat al nord, és a dir, a la zones meridionals. I, doncs, així designa també el vent del sud, les comarques, terres o costes del sud...

## Etimologia
La paraula migdia deriva del llatí vulgar –o llatí parlat– medio die, amb el mateix significat. La forma clàssica, en canvi, és meridie.